# بريستون بيلي
بريستون بيلي (بالإنجليزية: Preston Bailey)‏ ممثل أمريكي ولد في 25 يوليو 2000م في بورتلاند، أوريغون، الولايات المتحدة بدأ مشواره الفني عام 2002م.

## روابط خارجية
- بريستون بيلي على موقع IMDb (الإنجليزية)
- بريستون بيلي على موقع قاعدة بيانات الفيلم (الإنجليزية)
- TVGuide Celebrity